# Донцов (Ростовская область)
Донцов — посёлок в Зимовниковском районе Ростовской области. Входит в состав Кировского сельского поселения.

## История
Согласно первой Всесоюзной переписи населения 1926 года хутор относился к Грабеевскому сельсовету Ремонтинского района Сальского округа Северо-Кавказского края. На хуторе проживало 214 человек, из них украинцев - 190, калмыков - 23.
В 1987 г. указом ПВС РСФСР поселку третьей фермы совхоза №18 присвоено наименование Донцов.

## Население
Динамика численности населения
| 1926 | 1989 | 2002 |
| ---- | ---- | ---- |
| 214  | ≈200 | 74   |

| 2010 |
| ---- |
| 77   |